# Saint-Michel-de-Rieufret
Saint-Michel-de-Rieufret (okzitanisch Sent Miquèu de Riufred) ist eine Gemeinde mit 879 Einwohnern (Stand 1. Januar 2022) im Département Gironde in Frankreich. Das Gemeindegebiet wird vom Flüsschen Barboue durchquert, das hier auch den Namen Rieufret trägt. Es entwässert zur Garonne.

## Bevölkerungsentwicklung
| Jahr      | 1962 | 1968 | 1975 | 1982 | 1990 | 1999 | 2007 |
| --------- | ---- | ---- | ---- | ---- | ---- | ---- | ---- |
| Einwohner | 138  | 141  | 153  | 278  | 471  | 498  | 520  |

## Sehenswürdigkeiten

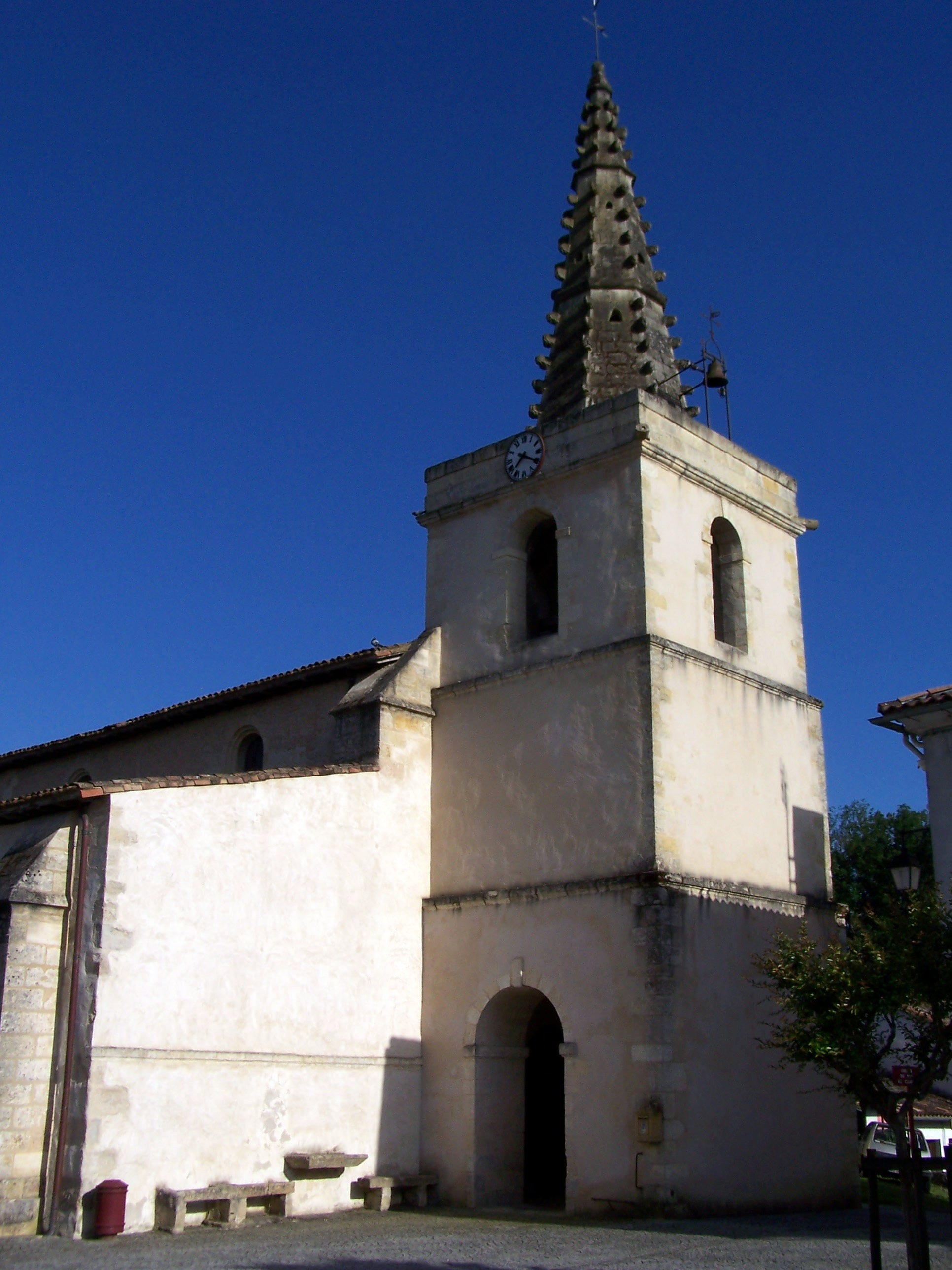
Kirche

- Kirche aus dem 16. Jahrhundert

## Infrastruktur
Die Autoroute A62 passiert Saint-Michel-de-Rieufret im Nordosten.
Der nächste Bahnhof befindet sich in Podensac an der Linie Bordeaux-Sète der SNCF.